# Luigi Cantone
Luigi "Gino" Cantone, född 21 juli 1917 i Robbio, död 6 november 1997 i Novara, var en italiensk fäktare.
Cantone blev olympisk guldmedaljör i värja vid sommarspelen 1948 i London.